# Cultura Sebiliana
A cultura Sebiliana desenvolveu-se na região de Com Ombo entre 15000-11000 AP; é dividida em três fases distintas, com base nos artefatos criados e nas técnicas utilizadas para fazê-los. A primeira fase, a Sebiliana I, também chamada Sebiliana Inferior, não passa de uma versão modificada da Indústria Levallois com pontas retocadas e os primeiros buris. As fases Sebiliana II e III são as verdadeiras fases dessa indústria que se transformou em uma autêntica indústria de micrólitos onde ocorreu a troca de diorito por sílex, que é mais durável e mais maleável. Os sebilianos também fabricaram lascas grandes, micrólitos geométricos e utilizavam a técnica de microburis produzindo ferramentas de arenito, quartzo ou rocha vulcânica.